# گجگین

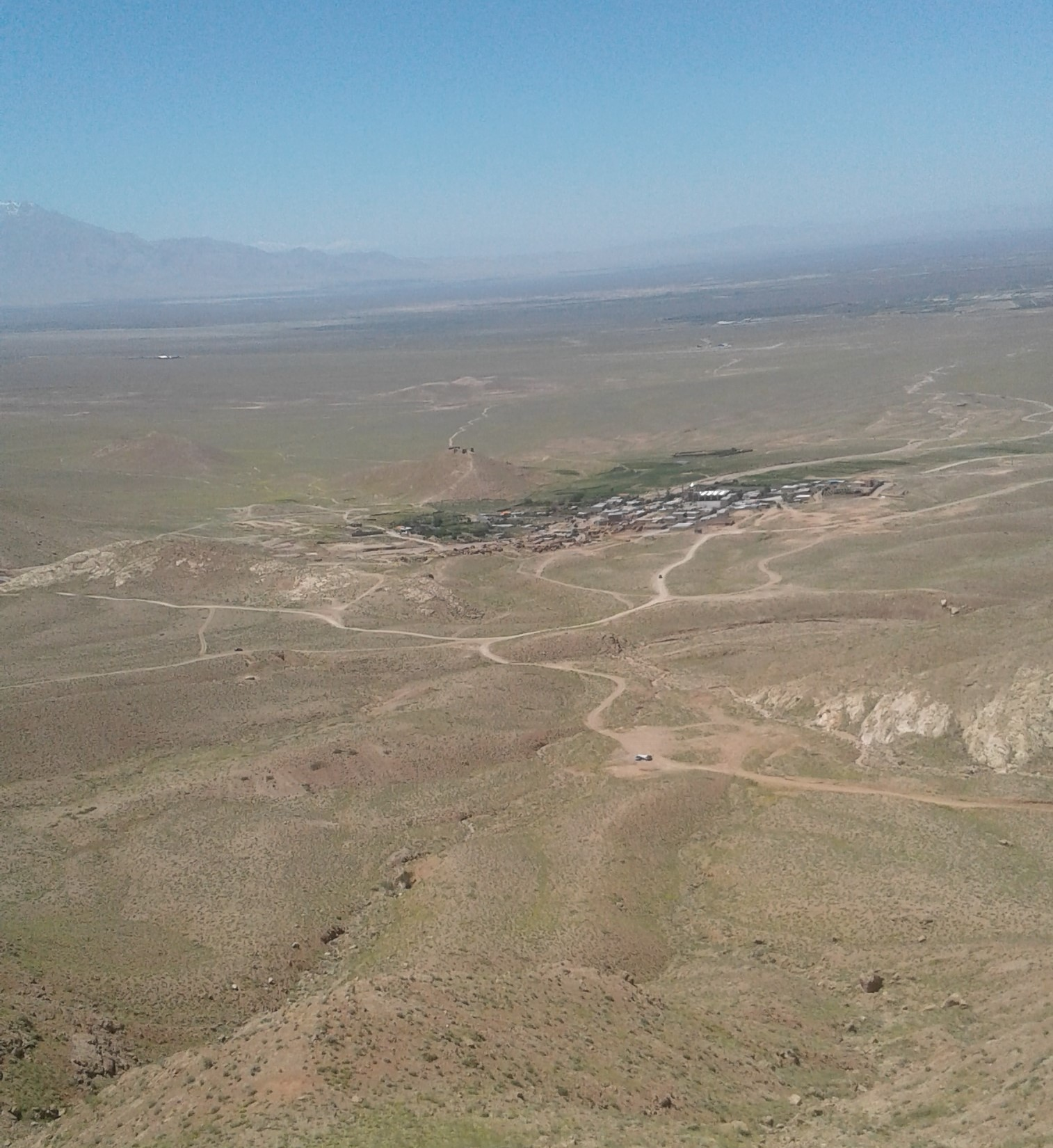
نمایی از گجگین

گجگین، روستایی از توابع بخش مرکزی شهرستان کرمان در استان کرمان ایران است.
گجگین . [گ ُ] (اِخ) دهی از دهستان سرآسیاب فرسنگی بخش مرکزی شهرستان کرمان، ۱۵۰۰۰ گزی خاور کرمان و ۶۰۰۰ گزی شمال راه شوسهٔ کرمان به ماهان. دامنه، معتدل. آب آن از قنوات. محصول آن غلات، حبوبات، میوه جات. شغل اهالی زراعت و راه آن مالرو (هم‌اکنون آسفالت) است. (فرهنگ جغرافیایی ایران ج ۸).
گجگین با نام اصلی و اولیه گژگین کلمه ائی کاملاً پارسی به معنی محل تلاقی آب و گچ (گزگین)؛ روستائی دارای دهیاری و شورای اسلامی می‌باشد و در تقسیمات کشوری از توابع دهستان سراسیاب فرسنگی بخش مرکزی کرمان میاشد، گجکین در ۵ کیلومتری جنوب شرقی شهر کرمان قرار دارد. ↵گجگین روستایی با ۳۰۰۰ سال قدمت بوده که در اوایل ورود اعراب به کرمان نزدیک به ۳۵ سال جنگ در محل قلعه (دخمه) زرتشتیان جریان داشته و چند جنگ در آن دوران برای دفاع از شهر کرمان پیش آمده و قلعه آن بنام دخمه گژگین تا کنون پا بر جا است و در پائین قلعه مذکور قبرستانی از اعراب وجود دارد، گجگین مدفن امامزاده ابراهیم از نوادگان امام موسی کاظم و موطن بسیاری از مردان بی ادعا است که در زمان‌های گوناگون برای حفظ وطن، ایران عزیز در مقابل دژخیمان و حرامیان جنگیده و از سایر نقاط کشور در این خصوص عقب نمانده.
آستان باشکوه امامزاده ابراهیم در روستای گجگین واقع شده‌است.
بر دیوار غربی اتاق مرقد تابلویی است که چگونگی نبش قبر امامزاده در آن به این صورت نوشته شده‌است:
بنا به نقل چندین نفر از افراد موثق محلی، حدود یک صد سال قبل (نیمه قرن سیزدهم هجری) یکی از اهالی زرتشتی روستای حسین‌آباد، واقع در نزدیکی روستای گژگین چندین روز برای پیدا کردن گاو گم شده خود، روستاها و بیابان‌های اطراف را جستجو می‌کند تا این که عبورش به کنار قبر غریبی در مجاورت روستای گژگین می‌افتد و با توجه به این که از پیدا شدن گاوش مأیوس بوده خطاب به صاحب قبر می‌گوید:
اگر به حق هستی از خدا بخواه تا گاو من پیدا شود و اگر گاو من پیدا شود اتاقی بر مرقدت می‌سازم و همان‌جا از خستگی به خواب می‌رود. هنگامی که از خواب بیدار می‌شود با کمال تعجب می‌بیند گاوش در اراضی کشاورزی نزدیک قبر ایستاده، لذا ایشان با خوشحالی گاوش را به روستای خود برده و ماجرا را برای اهالی نقل می‌نماید و از آن موقع قبر یاد شده به پیر برحق و اراضی مزبور به گاوبوئی معروف می‌شود تا اینکه یکی از اهالی متدین گجگین سه شب متوالی سید بزرگواری را خواب می‌بیند که به او می‌گوید: به مردم بگو به من پیر برحق نگویند، من امامزاده ابراهیم از فرزندان موسی بن جعفر هستم!
پس از نقل خواب، شخصی از خوانین روستا به نام هاشم خان که از خوانین محلی بوده به قصد تمسخر و انکار خواب، دستور نبش قبر را می‌دهد و توسط شخصی به نام «غلامحسین ملا» که غسال و بنا بوده نبش قبر صورت می‌گیرد و جسد سالم و تازه مردی که انگشتر عقیق بر دستش و طفل خردسالی نیز در کنارش دفن و پارچه سبزی نیز روی آن‌ها قرار داشته مشاهده و از هوش می‌رود که اهالی نامبرده را از قبر بیرون آورده و قبر را مجدداً می‌بندند و از آن موقع به قبر امامزاده ابراهیم مشهور و زیارتگاه دوستداران اهل بیت مبدل می‌گردد و پس از آن تمامی افراد خانواده هاشم فوت می‌کنند و خانه هاشم به ویرانه تبدیل می‌گردد و علیرغم اینکه باغ هاشم در دهانه قنات قرار گرفته تاکنون آباد نگردیده و هر کسی از زارعین که خواسته آن را آباد کند از کردار خود پشیمان و آنرا به همان صورت رها کرده‌است.
موقعیت گردشگری گجکین
امامزاده ابراهیم واقع در ۷ کیلومتری شهر کرمان و در منطقه ای خوش آب و هوا و فضایی گرم و معنوی هر هفته میزبان دوستداران و دلباختگان اهل بیت (ع) است.
به گزارش خبرآنلاین، کرمانی‌ها در ایام هفته و مخصوصاً روزهای تعطیل رسمی و جمعه‌ها برای گردش، تفریح و استراحت به مناطق خوش آب و هوای اطراف کرمان می‌روند، در حالیکه مردم متدین و با صفای کرمان غالباً مکان‌هایی را جهت گردش انتخاب می‌کنند که هم سیاحتی و تفریحی بوده و هم جنبه زیارتی و معنوی داشته باشد و این روحیه مردم قابل تحسین است، از این رو منطقه خوش آب و هوای ده بالا از روستاهای دهستان سراسیاب فرسنگی در شرق کرمان در امتداد جاده با رودخانه و درخت و باغات میوه و کشتزارهایی که دارد و به علت نزدیکی، محل گردش خانوادگی کرمانیان می‌باشد ولیکن در همین منطقه حرم مطهر امام زاده‌ای بر حق در روستای گجگین از روستاهای دهستان سراسیاب فرسنگی وجود دارد که بسیاری از مردم کرمان و گردشگران منطقه خوش آب و هوای ده بالا از وجود آن بی‌خبر ند.
این مرقد مطهر مشهور به امام زاده ابراهیم از نوادگان موسی بن جعفر که در فاصله ۱۲ کیلومتری شهر کرمان قرار دارد و گردشگران کرمانی که برای تفریح و گذراندن اوقات فراغت خود به منطقه ده بالا می‌روند می‌توانند به روستای گجگین رفته و این مرقد مطهر را زیارت کنند و بعد از یک روز تعطیل در کنار تفریح و استراحت زیارت را نیز چاشنی گردش خود نموده و روز خود رابا حالات معنوی و روحانی پایان دهند.
در احوالات این امام زاده بر حق اینکه روزانه میعادگاه و پذیرای دلباختگان اهل بیت فراوانی از اقصی نقاط استان می‌باشد. در آستان مقدس این امام زاده واجب التعظیم در ایام هفته مراسمات مختلفی از قبیل قرائت دعای کمیل پنجشنبه شب‌ها، زیارت عاشورا و آل یاسین عصرها ی جمعه، زیارت عاشورا دوشنبه شب‌ها و همچنین مراسمات عزاداری و جشن‌ها در اعیاد و میلاد ائمه اطهار علیهم السلام برگزار می‌شود.
مردم روستای گجگین و بانیان در این برنامه‌ها با دادن نذر و نذورات و پذیرایی از زائرین سعی می‌کنند اوقات خوب و خوشی برای زائرین سپری شود. در ایام سوگواری حضرت ابا عبدالله الحسین هیئت‌های عزاداری متعددی در حرم مطهر این امامزاده حضور به هم می‌رسانند و ضمن عزاداری و سوگواری طاعات و عبادات خود را با زیارت این بقعه متبرکه تکمیل کرده و مهمان سفره اهل بیت عصمت و طهارت می‌باشند.
البته علاوه بر زیارتی بودن روستای گجگین، این روستای مذهبی جاذبه‌های گردشگری و نوع آب و هوای کوهپایه ای منحصر به فرد دارد و محصولات کشاورزی روستا زراعی آن شامل گندم، جو و محصولات باغی انار می‌باشد. در روستای گجگین ابنیه‌های تاریخی متعددی وجود دارد از جمله قلعه دخمه زردتشتیان می‌باشد که به زمان قبل از میلاد بر می‌گردد و این جاذبه‌ها و آستان با شکوه امام زاده ابراهیم این منطقه را برای گردگشری مستعد کرده و کرمانی‌های عزیز می‌توانند با حضور در این منطقه از جاذبه‌های زیارتی، گردشگری، سیاحتی آن بهره‌مند شوند.

## جمعیت
این روستا در دهستان سرآسیاب فرسنگی قرار داشته و بر اساس آخرین سرشماری مرکز آمار ایران که در سال ۱۳۸۵ صورت گرفته، جمعیت آن ۲۴۷نفر (۶۲خانوار) بوده‌است.